# Марк Ц
Марк Ц, пуног имена Медијум Марк Ц хорнет (енгл. Medium Mark C Hornet) је био средњи тенк Британске империје (данашње Уједињено Краљевство) дизајниран током Првог светског рата. Марк Ц је требало да има велику улогу као важан део планова за слом немачког отпора 1919. године. Међутим, рат је завршен пре него што је Медијум Марк Ц био спреман и само 36 примерака је било близу довршења пред крај рата, а довршени су након примирја. Ови тенкови чинили су главну опрему британских тенковских снага све до 1923. године. Укупно је произведено 45 примерака.
Марк Ц, познат и под надимком „Хорнет“, дизајнирао је Сер Вилијам Тритон у децембру 1917. године. Изглед гусеница и самог тенка је био сличан онима на тешким тенковима као Марк IV, али је наоружање било смештено у фиксирану куполу која се налазила на врху тенка, изнад нивоа гусеница. „Женски“ модел је био наоружан са четири хочкис митраљеза, док је „мушке“ верзије требало да имају један 6-паундер топ и три хочкис митраљеза, али ниједан мушки модел није произведен.
Овај модел је био последњи тенк дизајниран за време рата без лиснатих опруга или сличне амортизације, али је упркос томе имао неколико напредних својстава базираних на искуству из ратних операција. Оне су укључивале много боље залихе потрошних делова, окретну куполу за заповедника и монтирани противваздушни митраљез. Дизајниран је и побољшани модел Марк Д, али због завршетка рата пројекат није настављен те је све остало само на нацртима.